# Giovanni Tria
Giovanni Tria (Roma, 28 settembre 1948) è un economista e politico italiano.
È stato ministro dell'Economia e delle Finanze dal 1º giugno 2018 al 5 settembre 2019 nel governo Conte I.

## Biografia
Laureato in Giurisprudenza, è stato docente di Economia, Macroeconomia, Storia del pensiero economico alle università di Perugia e "La Sapienza" di Roma. È stato professore ordinario di Economia politica all’Università di Roma Tor Vergata fino al 31 ottobre 2018. Dal 2002 al 2009 è stato Direttore del CEIS Tor Vergata (Centre for Economic and International Studies). Nel 2017 è stato eletto preside della Facoltà di Economia.
È stato chiamato negli anni come esperto in diversi ministeri (Economia e finanze, Esteri, Pubblica amministrazione, Lavoro). È stato dal 2002 al 2006 e dal 2009 al 2012 membro del Consiglio di Amministrazione dell’Organizzazione internazionale del lavoro (OIL). È stato presidente della Scuola nazionale dell'amministrazione della presidenza del Consiglio, dal 1º gennaio 2010 al 15 marzo 2016.

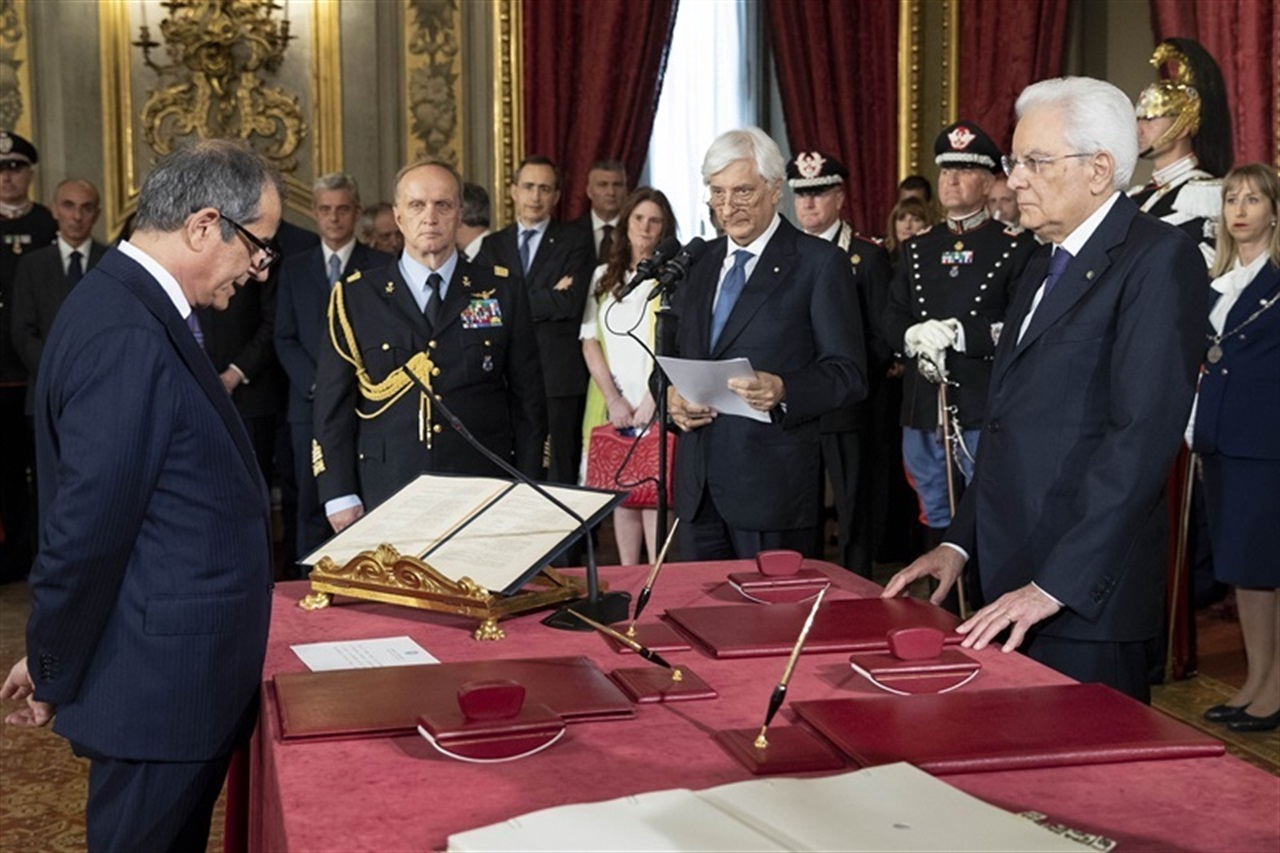
Giovanni Tria giura come ministro dell'economia e delle finanze del Governo Conte I

Ha fatto parte del Comitato Economico della Fondazione Bettino Craxi.
Collabora con Il Foglio e con la rivista Formiche e faceva parte del comitato scientifico della Fondazione Magna Carta, un think tank il cui orientamento si ispira al liberismo conservatore.
Il 31 maggio 2018 è stato indicato come ministro dell'economia e delle finanze nel primo governo della XVIII legislatura guidato da Giuseppe Conte, entrando in carica il giorno dopo.
Da ministro ha espresso impegno nell'attuazione della Flat tax e del Reddito di cittadinanza, compatibilmente con il mantenimento della stabilità finanziaria e dei vincoli assunti dall'Italia in sede sovranazionale. Negli ultimi mesi del 2018, in asse con il Presidente del Consiglio, gestisce la delicata trattativa con la Commissione europea che porta all'accordo tra Roma e Bruxelles sul deficit italiano, previsto per la manovra finanziaria del 2019 al 2,04% del Pil.
Il 5 settembre 2019, con il giuramento del Governo Conte II, cessa l’incarico ministeriale, sostituito da Roberto Gualtieri, e torna all'insegnamento di Economia politica all’Università di Roma Tor Vergata.
Al settembre 2020 è membro del comitato di direzione scientifica de Il Riformista Economia, un settimanale dedicato all'economia diretto da Renato Brunetta.
Il 9 marzo 2021 il Ministro dello sviluppo economico, Giancarlo Giorgetti del governo Draghi, lo nomina Consigliere economico sul dossier vaccini anti COVID-19 per la parte che riguarda la produzione industriale nazionale e i rapporti con l’UE.
Mantiene l'incarico fino al 22 ottobre 2022.